# Batalla de los cueros
La Batalla de los cueros (conocida también como "Batalla de los potros" o "Batalla de La Matanza") es una batalla que tuvo lugar en la Dehesas de Martelilla en el término municipal de Jerez de la Frontera el 24 de octubre de 1325.

## Partes
Se enfrentaron las fuerzas cristianas de Jerez de la Frontera contra las musulmanas del Reino de Granada.
El bando cristiano fue dirigido por doña Helena de Salazar, alcaidesa del Alcázar de Jerez tras quedar viuda de Simón de los Cameros (o Carneros según la fuente).

## Desarrollo
Para la victoria final fue necesario el apoyo de tropas cristianas de Córdoba.